# Дом чекиста (Нижний Новгород)
Дом культуры ГУВД (Дом-коммуна «Дом чекиста») — здание в Нижнем Новгороде.

## История
Здание построено по проекту архитектора А. Н. Тюпикова в стиле конструктивизм в 1932 году. Изначально оно функционировало в качестве дома-коммуны, то есть имело и жилую часть, и общественные помещения — клуб, танцевальный, театральный и спортивный залы.
В середине 1950-х годов жилая часть была передана под административные помещения. В здании располагался Дом культуры имени Дзержинского, позднее — Дом культуры ГУВД.
С 1982 года имеет статус памятника истории и архитектуры.
К 1990-м годам здание обветшало, Дом культуры был закрыт и фактически заброшен.
В 2011 году здание было продано из федеральной собственности ООО «Комплекс-Строй». Новый собственник планировал переделать здание в гостиницу международного класса, проект составлен.
По результатам инженерно-геологического обследования, фундаменты здания пришли в негодность, и оно может обрушиться, что осложняет восстановление.
В 2010-х аварийное здание было огорожено забором, для подготовки его к реставрации, которая много лет не начиналась.
20 октября 2021 года двухэтажный пристрой бывшего Дома культуры сгорел в ходе пожара. Погибших и пострадавших нет. Причина возгорания выясняется.
В конце 2024 года начались работы по перестройке здания в многоквартирный дом, проводимые ООО «СЗ «Воробьевка, 16», входит в состав группы компаний «V8 development». В январе 2025 года большая часть оригинального здания была демонтирована, при этом заявлено, что облик дома будет восстановлен из современных материалов. Из фрагментов первоначального здания будут сохранены несущие стены полукруглого эркера. Площадь реконструированного дома составит более 15 тысяч квадратных метров, большую его часть займет жилье (77 квартир). Первый этаж отведут под общественные функции, а в подземной части будет парковка. Строительство планируется завершить к 2027 году. 

## Место расположения
Адрес здания — 603000, Нижний Новгород, Малая Покровская ул., д. 16.

## Галерея
- Вид на ДК ГУВД из окна 5 корпуса ННГАСУ (тогда — ГИСИ). Фото 1985 г.
- Вид со двора, март 2010 года.
- Главный фасад, май 2019 года.